# Icaria africana
Icaria africana är en getingart som först beskrevs av Cameron 1910.  Icaria africana ingår i släktet Icaria och familjen getingar. Inga underarter finns listade i Catalogue of Life.